# Aporofòbia
L'aporofòbia (del grec άπορος (á-poros), sense recursos, indigent, pobre; i φόβος, (-fobos), por) és una fòbia que representa la por a la pobresa o als pobres. Encara que també pot interpretar-se com la repugnància o hostilitat davant el pobre, el sense recursos o el desemparat.
Aquest terme va ser encunyat per la filòsofa Adela Cortina en una sèrie de publicacions en els anys 90 per poder diferenciar aquesta actitud de la xenofòbia, que solament es refereix al rebuig a l'estranger, i del racisme, que és la discriminació per grups ètnics.
La diferència clau entre aporofòbia i xenofòbia o racisme segons alguns autors, està en el fet que hi ha societats que no els importa acceptar immigrants o membres d'altres ètnies sempre que aquests comptin amb bons recursos econòmics, fama o altres béns.
No obstant això, l'aporofòbia i la xenofòbia estan relacionades en el fet que moltes vegades, la immigració es produeix des de països poc desenvolupats econòmicament cap a països desenvolupats, on a més de les diferències culturals, els immigrants pobres són vists com un problema de seguretat i se'ls associa comunament amb actes criminals i altres problemes.